# Nassoulou
Nassoulou est une commune située dans le département de Kindi de la province de Boulkiemdé dans la région Centre-Ouest au Burkina Faso.

## Géographie
Nassoulou se trouve à 10 km au sud-ouest de Kindi, le chef-lieu départemental.

## Démographie
| 2003  | 2006  | 2012 |
| ----- | ----- | ---- |
| 6 638 | 7 142 | -    |

## Santé et éducation
Nassoulou accueille un centre de santé et de promotion sociale (CSPS) tandis que le centre médical avec antenne chirurgicale (CMA) le plus proche se trouve à Nanoro.
Le village possède sept écoles primaires publiques et deux centres permanents d'alphabétisation et de formation (CPAF).